# Nectandra leucocome
Nectandra leucocome är en lagerväxtart som beskrevs av J.G. Rohwer. Nectandra leucocome ingår i släktet Nectandra och familjen lagerväxter. Inga underarter finns listade i Catalogue of Life.